# Árkád (budapesti bevásárlóközpont)
Az Örs vezér tere kőbányai oldalán elhelyezkedő Árkád Magyarország egyik legmodernebb kiskereskedelmi komplexuma, népszerű nevén plázája.

## Története

Az Örs vezér tere a '60-as években: jól látszik a mai Árkád helye

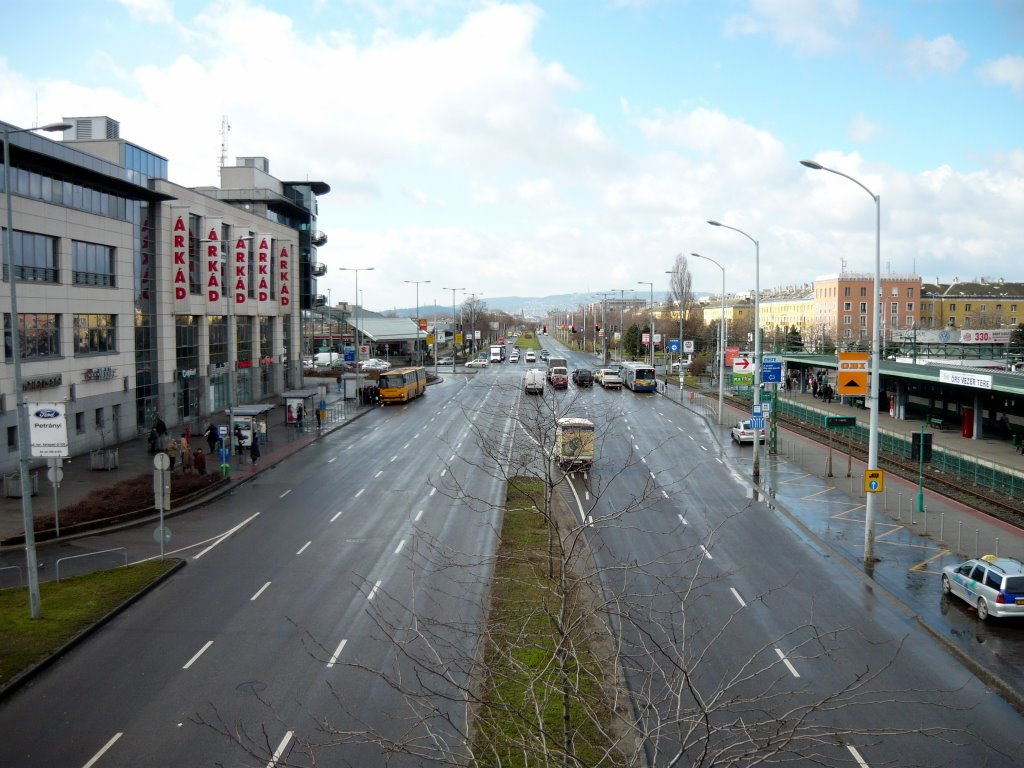
Az Örs vezér tere a felüljáróról fotózva

Az 1960-as évek végéig az Örs vezér tere egy tipikus külvárosi tér volt, átmenő forgalommal. Ekkoriban még a H8-as és H9-es HÉV belső végállomása a Keleti pályaudvarnál volt. Az M2-es metróvonal 1970-es átadása azonban sokat lendített a tér fejlődésén, s egyre fontosabb csomóponttá vált. Egyre több Kelet-Pest felé közlekedő busznak került ide a végállomása, ezért a BKV a tér délkeleti sarkán is alakított ki villamos- és buszvégállomást.
Az egykori 13-as és 63-as villamosok összekötésével megnyílt a lehetőség a terület rendezésére. A  buszvégállomást átköltöztették az egykori BKV-székház déli oldalára (a jelenlegi helyére). A 13-as villamos hurokvágányát és a kis barkácsáruházat (parkolójában az MDF-piaccal együtt) lebontották. 2001-ben megindult az építkezés a tér kőbányai oldalán, s 2002. március 20-án megnyílt a német ECE csoport első magyarországi bevásárlóközpontja, a 48 000 m² bérbe adható és 3400 m² irodai területtel rendelkező Árkád Budapest.
A közeli lakótelepeken (5 percre) körülbelül 81 300 ember él, így hamar nagy népszerűségre tett szert. A közösségi közlekedés jelenlegi helyzete is növeli a forgalmát: a 2-es metróról átszállni kényszerülők egy része rendszeresen betér a bevásárlóközpontba.
2007-ben adták át a hazai viszonylatban akkor még legnagyobbnak számító Arena Mallt, így érezhető forgalomcsökkenés volt megfigyelhető az Árkádban. Részben ezért döntött az ECE csoport a fejlesztés mellett, melynek részeként 2012-ben megkezdődött az Árkád 2 építése. A 2012. április 24-i alapkőletételen a kőbányai polgármester, Kovács Róbert is jelen volt.
Az építkezés gyorsan haladt, s 2013. március 20-án, egészen pontosan 11 évvel az Árkád 1 megnyitója után, az Árkád 2 is megnyitotta kapuit. Ezzel az Árkád Budapest bérbe adható területének mérete 68 000 négyzetméterre nőtt (körülbelül 200 üzlettel). 
 Összesen körülbelül 1600 parkolóhely épült, amiket két órán keresztül ingyen, utána óránként 600 forintért lehet bérelni, éjjelente pedig a szomszédos Gyakorló utcai lakótelep lakói kedvezményes áron használhatnak.
A bevásárlóközpont nagyjából 1200 munkahelyet biztosít, így a környék egyik legnagyobb munkaadója.